# Булчано (Арецо)
Булчано је насеље у Италији у округу Арецо, региону Тоскана.
Према процени из 2011. у насељу је живело 8 становника. Насеље се налази на надморској висини од 761 м.